# Selliguea glauca
Selliguea glauca är en stensöteväxtart som först beskrevs av John Smith och William Dunlop Brackenridge och som fick sitt nu gällande namn av Peter Hans Hovenkamp.
Selliguea glauca ingår i släktet Selliguea och familjen Polypodiaceae. Inga underarter finns listade i Catalogue of Life.